# Floex

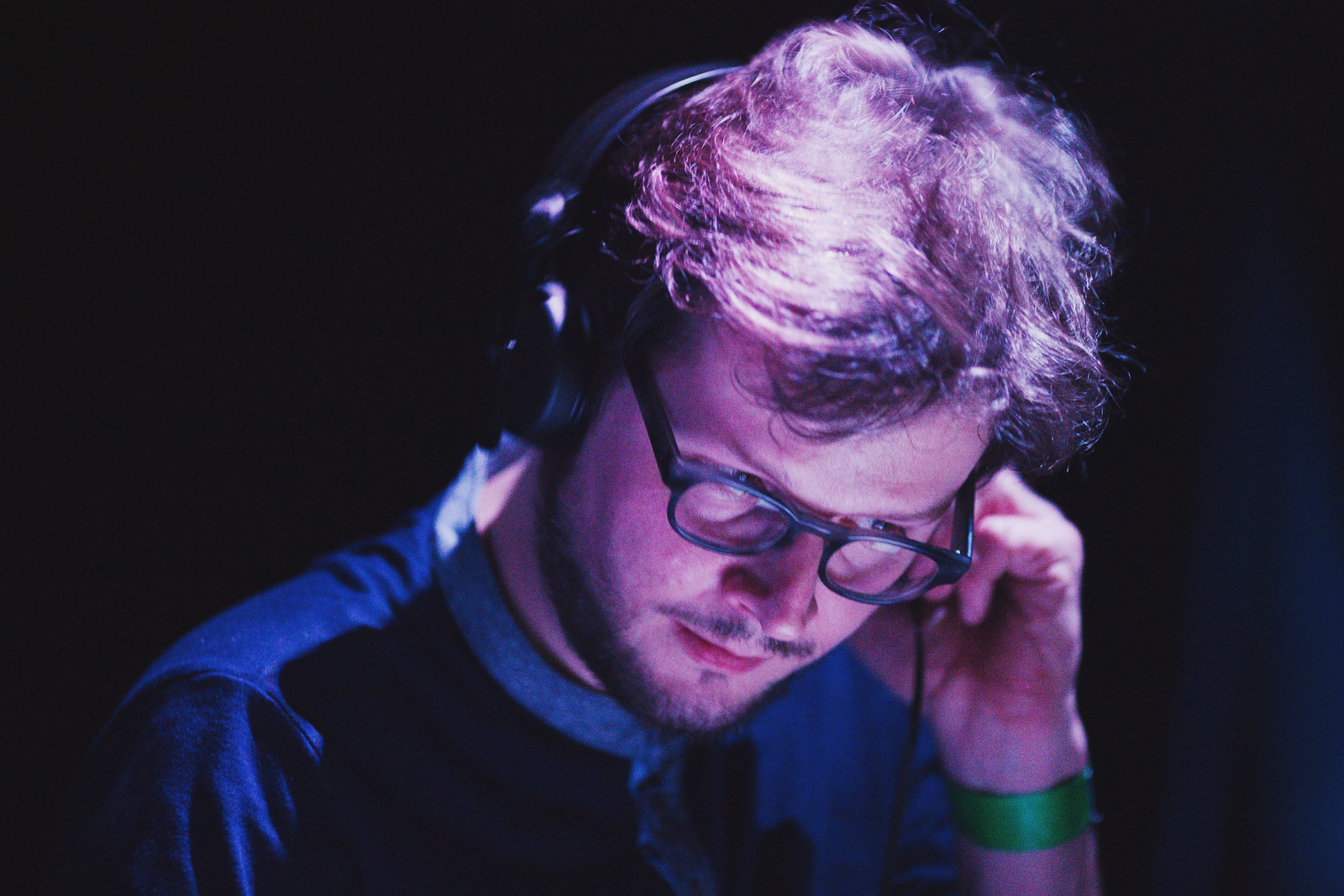
Floex (2015)

Floex (* 1978, bürgerlich Tomáš Dvořák) ist ein tschechischer Klarinettist, Komponist, Produzent und Multimediakünstler aus Prag.

## Leben
Seine Musik zeichnet sich durch eine Kombination von elektroakustischen Klängen und Klarinette aus. Seit seiner Kindheit lernte er Klarinette, die später zum Schlüsselinstrument seiner Musik wurde – nicht nur als „instrumentale Signatur“, sondern auch als Mittel für seinen kompositorischen Ansatz.
Floex begann 1996 mit dem Komponieren elektronischer Musik. Sein Debütalbum Pocustone (2001) verbindet relativ isolierte Genres wie Nu-Jazz, elektronische und moderne zeitgenössische Musik. Das Album wurde nicht nur in der Tschechischen Republik von der Kritik hoch gelobt und erhielt mehrere Auszeichnungen (Angel Award 2001 und Nominierung für die European Quartz Awards).
Er ist auch bekannt für seine Zusammenarbeit mit Amanita Design; er steuerte u. a. Soundtracks für die Spiele Samorost 2 (2006), Machinarium (2009) und Pilgrims bei.
Der Machinarium-Soundtrack wurde sowohl von Fans als auch von Kritikern wohlwollend aufgenommen und als bester Soundtrack 2009 des weltgrößten Spielemagazins PC Gamer ausgewählt.
Zehn Jahre nach dem Debüt 2011 veröffentlichte Floex das Album Zorya.
Zorya erhielt zwei Angel Awards (Cezch Grammy Awards) in der Kategorie Elektronische Musik und Alternative Musik und wurde außerdem für die Apollo und Vinilla Awards nominiert.
Tomáš Dvorak ist außerdem Autor mehrerer einzigartiger interaktiver Multimedia-Installationen und Performances (RGB, Crossroad, Live Score), die er hauptsächlich in den Jahren 2002–2007 während seines Studiums an der Prager Akademie der bildenden Künste geschaffen hat. Seine Arbeiten Archifon I und Archifon II basieren auf der Idee, große interaktive Instrumente aus dem Gebäudeinneren per Mapping herzustellen (www.archifon.org).

## Diskografie
- Floex – Pocustone (2001)
- Tomáš Dvořák – Samorost2 (2006)
- Tomáš Dvořák – Machinarium Soundtrack (2009)
- Floex – Zorya (2011)
- Floex – Samorost 3 Soundtrack (2016)
- Floex & Tom Hodge Feat. Prague Radio Symphony Orchestra – A Portrait Of John Doe (2018)
- Floex – Machinarium Remixed (2019)
- Tomáš Dvořák – Pilgrims (2020)
- Floex – Papetura (2021)
- Floex & Tom Hodge – Je suis Karl Soundtrack (2021)
- Floex - Shoulders of Giants (2023)